# Шелухин, Николай Леонидович
Николай Леонидович Шелухин (род. 23 марта 1958 года, пгт. Краснополье, Могилевская область, Республика Беларусь) — заведующий кафедрой хозяйственного и экологического права Донецкого юридического института МВД Украины, доктор юридических наук, профессор.

## Биография
Потомственный юрист и педагог (двоюродный дядя деда — Сергей Павлович Шелухин). Отец — Шелухин Леонид Андреевич, юрист.

## Трудовой путь
С 1980 по 1982 год проходил службу в рядах Советской армии в должности командира батареи наземной артиллерии.
С 1982 по 1985 год горный мастер добычного участка, механик подземный шахты «Юный коммунар» п/о «Орджоникидзеуголь».
С 1985 по 2003 год проходил службу в Управлении внутренних дел МВД Украины на Донецкой железной дороге на оперативно-руководящих должностях. Полковник милиции в отставке.
С 2001 на преподавательской и научной работе в Донецком юридическом институте МВД Украины, Мариупольском государственном университете, ГБУ «Институт экономических исследований» г. Донецк.

## Образование и научная деятельность
Окончил Коммунарский горно-металлургический институт в 1980 году по специальности «горные машины и комплексы». Окончил Донецкий национальный университет в 1998 году по специальности «правоведение».
- В 2002 году под руководством академика НАН Украины Мамутова В. К. защитил диссертацию на соискание учёной степени кандидата юридических наук на тему «Правовое обеспечение сохранности грузов, перевозимых железнодорожным транспортом» по специальности 12.00.04 — хозяйственное право, хозяйственно-процессуальное право.
- В 2005 году присвоено ученое звание доцента по кафедре оперативно-розыскной деятельности.
- В 2010 году после защиты диссертации на тему «Оперативно-розыскная защита личности, собственности и государственных интересов органами внутренних дел на железнодорожном транспорте» присвоена степень доктора юридических наук по специальности 12.00.09 — уголовный процесс и криминалистика, судебная экспертиза, оперативно-розыскная деятельность.
- В 2012 году присвоено учёное звание профессора по кафедре хозяйственного и экологического права. Преподаёт учебные дисциплины «Транспортное право» и «Экономическая безопасность субъектов хозяйствования». Под его руководством подготовлен учебно-методический комплекс по изучению транспортного права, состоящий из: академического курса лекций, практикума, библиографического справочника, учебного пособия для самостоятельной работы и сборника судебной практики. Возглавляет научные школы в области транспортного права и безопасности субъектов хозяйствования. Являлся создателем и первым председателем специализированного ученого совета по защите диссертаций в Донецком юридическом институте, членом специализированного ученого совета по защите диссертаций по специальности в Межрегиональной академии управления персоналом, главным редактором специализированного сборника научных трудов «Проблемы права и правоохранительной деятельности». Автор 6 учебников и учебных пособий с грифом министерства образования и науки и министерства внутренних дел. Как научный руководитель подготовил 14 кандидатов и 2 докторов юридических наук. Заместитель председателя исполнительного комитета Международной ассоциации хозяйственного права. Действительный член Украинской технологической академии. Член-корреспондент Российской академии естествознания. Член МПОО «Объединение православных ученых».
- Награждён нагрудным знаком «Шахтёрская слава» ІІІ степени, 19 ведомственными наградами, медалью «За труд и доблесть»[3].

Является главным редактором и членом редколлегии пяти научных журналов.
Опубликовал более 300 работ в рецензируемых научных отечественных и зарубежных изданиях в области транспортного и предпринимательского права, оперативно-розыскной деятельности и криминологии, экономической безопасности, в том числе — 16 монографий и 9 работ индексируемых в Scopus.